# Giorgio De Rossi
Giorgio De Rossi (Ivrea, 9 ottobre 1940) è un ex calciatore italiano, di ruolo portiere.

## Carriera
Cresciuto calcisticamente nel Marzotto Valdagno, società con cui debutta in Serie B nel campionato 1959-1960. L'anno dopo passa al Palermo senza tuttavia esordire in Serie A.
Torna quindi al Marzotto Valdagno per altre tre stagioni, al termine delle quali viene acquistato dalla Maceratese prima e dal Prato poi.
In Toscana disputa due annate, e nel 1968 passa all'Atalanta, che lo acquista già nel mese di marzo. Con i bergamaschi debutta nel massimo campionato nella stagione 1968-1969: esordisce il 29 settembre 1968, nel 3-3 interno contro la Juventus. A fine stagione (conclusa con la retrocessione dei nerazzurri) le presenze sono 22, con 28 reti subite.
Dopo un'altra stagione a difendere i pali della formazione orobica tra i cadetti, passa al Brindisi con cui resta per tre campionati, durante i quali conquista un'altra promozione in Serie B nel campionato 1971-1972, sotto la guida di Luís Vinício.
Conclude la carriera nel 1973-1974 al Piacenza in Serie C, dove ha giocato 3 partite subendo 3 reti come riserva di Stefano Lazzara.

## Palmarès

### Club

#### Competizioni nazionali
- Campionato italiano Serie C: 1

Brindisi: 1971-1972